# Tillandsia tenebra
Tillandsia tenebra är en gräsväxtart som beskrevs av Lieselotte Hromadnik och Walter Till. Tillandsia tenebra ingår i släktet Tillandsia och familjen Bromeliaceae. Inga underarter finns listade i Catalogue of Life.